# Vidrișoara
Vidrișoara:
- Vidrișoara, o localitate în județul Alba, Transilvania, România

Râu
- Râul Vidrișoara, un afluent al râului Arieșul Mic